# Коста, Томас
Тома́с Ко́ста (исп. Tomás Costa; 30 января 1985, Оливерос, провинция Санта-Фе) — аргентинский футболист, центральный полузащитник.

## Биография
Томас Коста — воспитанник футбольной академии клуба «Росарио Сентраль», на профессиональном уровне дебютировал в составе взрослой команды 17 сентября 2006 года против «Эстудиантеса», выйдя на замену на 85-й минуте встречи первенства Аргентины. Команда Косты одержала победу со счётом 1:0. Постепенно Коста стал игроком основы и привлёк внимание европейских клубов. В 2008 году аргентинец перешёл в «Порту» за 3,2 млн евро.
В первом же сезоне Коста провёл за португальский гранд 41 матч во всех турнирах и отметился одним забитым голом. Он помог своей команде оформить «золотой дубль» — выиграть чемпионат и Кубок Португалии. Также в 2009 году Коста стал обладателем Суперкубка страны, а в следующем сезоне вновь завоевал Кубок Португалии.
В 2011 году Коста на правах аренды выступал за румынский ЧФР. За полгода он сыграл в 11 матчах за «железнодорожников», после чего «Порту» вновь отдал аргентинского полузащитника в аренду, на сей раз в «Универсидад Католику». После окончания контракта с «Порту» Коста на правах свободного агента перешёл в «Колон», подписав с клубом из родной провинции трёхлетний контракт.
Отыграв за «Колон» один сезон, Томас вновь стал выступать за «Универсидад Католику», и вновь на правах аренды. После истечения срока контракта с «Колоном» аргентинец остался в чилийской команде уже в качестве игрока с полноценным контрактом. По итогам 2013 года Томас Коста был признан лучшим игроком чемпионата Чили по версии местного издания El Gráfico.
В 2016 году Томас Коста перешёл в «Пеньяроль». Он помог своей новой команде выиграть чемпионат страны сезона 2015/16. С 2017 года выступает в «Олимпо».

## Титулы и достижения
- Чемпион Португалии (1): 2008/09
- Чемпион Уругвая (1): 2015/16
- Обладатель Кубка Португалии (2): 2008/09, 2009/10
- Обладатель Суперкубка Португалии (1): 2009
- Футболист года в Чили (по версии El Gráfico) (1): 2013
- Участник символической сборной Южноамериканского кубка (1): 2012